# Гіндерешть
Гіндерешть, Гіндерешті (рум. Ghindărești) — комуна у повіті Констанца в Румунії. До складу комуни входить єдине село Гіндерешть.
Комуна розташована на відстані 154 км на схід від Бухареста, 71 км на північний захід від Констанци, 87 км на південь від Галаца.

## Населення
За даними перепису населення 2002 року у комуні проживали 2712 осіб.
Національний склад населення комуни:
| Національність            | Кількість осіб | Відсоток |
| ------------------------- | -------------- | -------- |
| росіяни-липовани          | 2576           | 95,0%    |
| румуни                    | 125            | 4,6%     |
| цигани                    | 2              | 0,1%     |
| угорці                    | 1              | < 0,1%   |
| болгари                   | 1              | < 0,1%   |
| хорвати                   | 1              | < 0,1%   |
| не вказали національність | 6              | 0,2%     |

Рідною мовою назвали:
| Мова      | Кількість осіб | Відсоток |
| --------- | -------------- | -------- |
| російська | 2555           | 94,2%    |
| румунська | 157            | 5,8%     |

Склад населення комуни за віросповіданням:
| Релігія       | Кількість осіб | Відсоток |
| ------------- | -------------- | -------- |
| старообрядці  | 2601           | 95,9%    |
| православні   | 101            | 3,7%     |
| п'ятдесятники | 10             | 0,4%     |

## Зовнішні посилання
- Дані про комуну Гіндерешть на сайті Ghidul Primăriilor [Архівовано 13 червня 2013 у Wayback Machine.]